# Kosów Lacki
Kosów Lacki ist eine Stadt im Powiat Sokołowski der Woiwodschaft Masowien in Polen. Sie ist Sitz der gleichnamigen Stadt-und-Land-Gemeinde mit 5900 Einwohnern (Stand 31. Dezember 2020).

## Geographische Lage
Kosów Lacki liegt im Nordosten der Woiwodschaft Masowien, etwa 90 Kilometer nordöstlich der Landeshauptstadt Warschau.

## Geschichte
Die erste urkundliche Erwähnung des Ortes Kossowo stammt aus dem Jahr 1202. Die erste Kirche entstand möglicherweise bereits um 1300, andere Quellen nennen das Jahr 1425. 1723 wurde der Ort erstmals als Stadt urkundlich. Am 18. März 1778 verlieh König Stanislaus II. August Poniatowski dem Ort das Recht, zwei wöchentliche Märkte sowie vier Jahrmärkte pro Jahr abzuhalten. Während der Teilungen Polens wurde Kosów Lacki Teil Kongresspolens. Nach dem Januaraufstand führte der russische Zar eine Änderung der Verwaltungsstrukturen in Kongresspolen durch und dabei verlor der Ort 1870 sein Stadtrecht. 1887 erfolgte der Anschluss des Ortes an das Schienennetz Siedlce nach Małkinia. Im September 1939 wurde der Ort von der deutschen Wehrmacht besetzt. Nach dem Ende des Zweiten Weltkrieges wurde der Ort Teil Polens.
Zum 1. Januar 2000 erhielt Kosów Lacki wieder Stadtrecht verliehen.

## Name
Der Name des Ortes wird auf das Wort kos zurückgeführt, was Amsel bedeutet. Der Zusatz Lacki wurde später zur Unterscheidung zu dem damaligen Dorf und heutigen Ortsteil Kosów Ruski eingeführt. Das Adjektiv Lacki (ähnlich wie Podlaski) bezieht sich auf die Bezeichnung „Lach“, mit der die ruthenische Bevölkerung die Polen bezeichnete.

## Einwohnerentwicklung
Nachfolgend die graphische Darstellung der Einwohnerentwicklung.

## Gemeinde
Zur Stadt-und-Land-Gemeinde (gmina miejsko-wiejska) Kosów Lacki gehören die Stadt selbst und 29 Dörfer mit Schulzenämtern.

## Bau- und Kunstwerke
- Pfarrkirche Mariä Geburt von 1907 nach dem Entwurf von Józef Dziekoński – Im Pfarrhaus wurde 1964 das Bild Ekstase des hl. Franz von Assisi des spanischen Malers El Greco entdeckt. Es befindet sich heute im Diözesanmuseum in Siedlce. Zwei junge Kunsthistorikerinnen hatten den Fund bei der Anlage eines Inventars für die ländlichen Gebiete gemacht.
- Synagoge aus dem Jahr 1913

## Verkehr
Durch Kosów Lacki führt in Nord-Süd-Richtung die Woiwodschaftsstraße 677 (droga wojewódzka 677). Im Süden endet sie nach etwa 20 Kilometern in Sokołów Podlaski. Im Norden kreuzt die 677 nach etwa 30 Kilometern in Ostrów Mazowiecka die Europastraße 67. Die Woiwodschaftsstraße 695 beginnt in Kosów Lacki und endet bereits nach sieben Kilometern in östlicher Richtung mit der Einmündung in die Landesstraße 63.
Die damals gut frequentierte Eisenbahnverbindung Małkinia-Siedlce wurde Anfang der 1990er für den Personenverkehr wegen des schlechten Zustands der Brücke in Małkinia eingestellt. Fast zehn Jahre lang wurde die Strecke fünf Mal täglich durch den Schienenersatzverkehr im Auftrag der PKP (Polnische Staatseisenbahnen) bedient.
In den 2010er Jahren wurde das Bahngleis zwischen Małkinia und Kosów Lacki abgebaut. Die Straße Nr. 677 wurde auf das alte Gleisbett verlegt. Der weitere Rückbau des Bahngleises und ebenfalls eine Verlegung der Straße Nr. 677 auf das alte Gleisbett zwischen Kosów Lacki und Sokołów Podlaski ist bereits beschlossen.
Der nächste internationale Flughafen ist der Frédéric-Chopin-Flughafen Warschau etwa 100 Kilometer südwestlich.